# エズメ・ステュワート (第2代リッチモンド公爵)
第2代リッチモンド公爵および第5代レノックス公爵エズメ・ステュワート（英語: Esmé Stuart, 2nd Duke of Richmond, 5th Duke of Lennox、1649年11月2日 – 1660年8月10日）は、イギリスの貴族。

## 生涯
初代リッチモンド公爵および第4代レノックス公爵ジェイムズ・ステュワートとメアリー・ヴィリアーズ（1622年3月30日洗礼 – 1685年11月28日埋葬、初代バッキンガム公爵ジョージ・ヴィリアーズの娘）の息子として、1649年11月2日にロンドンで生まれた。
1655年3月30日に父が死去すると、リッチモンド公爵とレノックス公爵の爵位を継承した。
1658年夏に母とともにフランスに向かい、以降死去まで帰国することはなかった。
1660年8月10日、天然痘によりパリで死去、9月4日にウェストミンスター寺院に埋葬された。リッチモンド公爵とレノックス公爵は叔父ジョージの息子チャールズが、クリフトン男爵の爵位は妹メアリーが継承した。